# Coupe du monde de natation FINA 2012
Navigation
Édition 2011 Édition 2013
L'édition 2012 de la Coupe du monde de natation FINA, la 23e, se dispute durant les mois d'octobre et novembre.
Les étapes programmées sur les continents  asiatique et européen sont au nombre de 8.
Cette édition est sponsorisée par l'équipementier français Arena.

## Étapes
| Dates             | Lieu      | Résultats |
| ----------------- | --------- | --------- |
| 2 au 3 octobre    | Dubaï     |           |
| 6 au 7 octobre    | Doha      |           |
| 13 au 14 octobre  | Stockholm |           |
| 17 au 18 octobre  | Moscou    |           |
| 20 au 21 octobre  | Berlin    |           |
| 2 au 3 novembre   | Pékin     |           |
| 6 au 7 novembre   | Tokyo     |           |
| 10 au 11 novembre | Singapour |           |

## Notation Coupe du monde
À chacune des étapes du circuit 2012 de la Coupe du monde, la table de notation FINA est utilisée afin de classer l'ensemble des performances réalisées lors de la réunion sportive. Les 10 meilleurs nageurs et les 10 meilleurs nageuses se voient attribuer des points, selon le tableau ci-dessous. Par ailleurs, des points de bonus sont attribués pour un record du monde battu (20 points) ou égalé (10 points) et les points obtenus lors de l'étape japonaise sont doublés.
| Classement Points FINA | Points attribués Coupe du monde |
| ---------------------- | ------------------------------- |
| 1                      | 25                              |
| 2                      | 20                              |
| 3                      | 16                              |
| 4                      | 13                              |
| 5                      | 10                              |
| 6                      | 7                               |
| 7                      | 5                               |
| 8                      | 3                               |
| 9                      | 2                               |
| 10                     | 1                               |

## Classement

### Hommes
| Place | Nom              | Nationalité       | Points attribués | Points attribués | Points attribués | Points attribués | Points attribués | Points attribués | Points attribués | Points attribués | Total |
| Place | Nom              | Nationalité       | DUB              | DOH              | STO              | MOS              | BER              | PEK              | TOK              | SIN              | Total |
| ----- | ---------------- | ----------------- | ---------------- | ---------------- | ---------------- | ---------------- | ---------------- | ---------------- | ---------------- | ---------------- | ----- |
| 1     | Kenneth To       | Australie         | 25               | 25               | 20               | 20               | 20               | 25               | 10               | 50               | 195   |
| 2     | George Bovell    | Trinité-et-Tobago | 13               | 13               | 25               | 16               | 25               | 20               | 13               | 32               | 157   |
| 3     | Stanislav Donets | Russie            | 7                | 3                | 5                | 25               | 13               | 13               | 25               | 40               | 131   |
| 4     | Daiya Seto       | Japon             | 16               | 20               | 16               | 13               | 16               | -                | 16               | -                | 97    |
| 5     | Kazuya Kaneda    | Japon             | -                | -                | 10               | 10               | -                | 16               | 20               | 20               | 76    |
| 6     | Robert Hurley    | Australie         | 1                | 7                | 7                | 3                | -                | 10               | 3                | 26               | 57    |
| 7     | Chad le Clos     | Afrique du Sud    | 20               | 16               | -                | -                | -                | -                | -                | -                | 36    |
| 8     | Darian Townsend  | Afrique du Sud    | 10               | 2                | 3                | -                | -                | 2                | 7                | 4                | 28    |
| 9     | Laszlo Cseh      | Hongrie           | -                | -                | 13               | 1                | 5                | -                | -                | -                | 19    |
| 10    | Matthew Targett  | Australie         | -                | -                | 2                | 5                | 10               | -                | -                | -                | 17    |

### Femmes
| Place | Nom               | Nationalité      | Points attribués | Points attribués | Points attribués | Points attribués | Points attribués | Points attribués | Points attribués | Points attribués | Total |
| Place | Nom               | Nationalité      | DUB              | DOH              | STO              | MOS              | BER              | PEK              | TOK              | SIN              | Total |
| ----- | ----------------- | ---------------- | ---------------- | ---------------- | ---------------- | ---------------- | ---------------- | ---------------- | ---------------- | ---------------- | ----- |
| 1     | Katinka Hosszú    | Hongrie          | 25               | 20               | 25               | 25               | 10               | 16               | 25               | 40               | 186   |
| 2     | Zsuzsanna Jakabos | Hongrie          | 3                | 16               | 13               | 13               | 5                | 13               | 16               | 50               | 129   |
| 3     | Britta Steffen    | Allemagne        | 10               | 5                | 20               | 10               | -                | 7                | 13               | 32               | 97    |
| 4     | Sophie Allen      | Royaume-Uni      | -                | -                | 10               | 7                | 20               | -                | 20               | -                | 57    |
| 5     | Daryna Zevina     | Ukraine          | 20               | 25               | -                | -                | -                | -                | -                | -                | 45    |
| 6     | Therese Alshammar | Suède            | 7                | 13               | 16               | -                | -                | -                | -                | -                | 36    |
| 7     | Leah Smith        | États-Unis       | -                | -                | -                | 20               | 13               | -                | -                | -                | 33    |
| 8     | Rachel Goh        | Australie        | 13               | -                | 1                | -                | 3                | 10               | -                | 6                | 33    |
| 9     | Rebecca Mann      | États-Unis       | -                | -                | -                | 16               | 16               | -                | -                | -                | 32    |
| 10    | Melissa Ingram    | Nouvelle-Zélande | 16               | 10               | 2                | -                | -                | -                | -                | 4                | 32    |

## Vainqueurs par épreuve

### 50 m nage libre
| Étapes    | Hommes        | Hommes  |                   | Femmes  | Femmes |
| Étapes    | Vainqueur     | Temps   | Vainqueur         | Temps   |        |
| Dubaï     | Anthony Ervin | 21 s 18 | Therese Alshammar | 24 s 50 |        |
| Doha      | Anthony Ervin | 21 s 02 | Therese Alshammar | 24 s 44 |        |
| Stockholm | George Bovell | 20 s 82 | Britta Steffen    | 24 s 08 |        |
| Moscou    | George Bovell | 20 s 90 | Britta Steffen    | 24 s 20 |        |
| Berlin    | Anthony Ervin | 20 s 85 | Britta Steffen    | 24 s 16 |        |
| Pékin     | George Bovell | 20 s 98 | Yin Fan           | 24 s 47 |        |
| Tokyo     | George Bovell | 20 s 94 | Britta Steffen    | 24 s 01 |        |
| Singapour | Anthony Ervin | 20 s 99 | Britta Steffen    | 24 s 10 |        |

### 100 m nage libre
| Étapes    | Hommes                       | Hommes  |                | Femmes  | Femmes |
| Étapes    | Vainqueur                    | Temps   | Vainqueur      | Temps   |        |
| Dubaï     | Kenneth To                   | 46 s 89 | Britta Steffen | 53 s 39 |        |
| Doha      | Tommaso d'Orsogna Kenneth To | 47 s 10 | Britta Steffen | 53 s 40 |        |
| Stockholm | Tommaso d'Orsogna            | 47 s 05 | Britta Steffen | 52 s 46 |        |
| Moscou    | Tommaso d'Orsogna            | 47 s 11 | Britta Steffen | 52 s 92 |        |
| Berlin    | Anthony Ervin                | 46 s 71 | Britta Steffen | 52 s 88 |        |
| Pékin     | Tommaso d'Orsogna            | 47 s 06 | Britta Steffen | 52 s 78 |        |
| Tokyo     | Anthony Ervin                | 47 s 09 | Britta Steffen | 52 s 42 |        |
| Singapour | Tommaso d'Orsogna            | 47 s 03 | Britta Steffen | 52 s 38 |        |

### 200 m nage libre
| Étapes    | Hommes            | Hommes        |                | Femmes        | Femmes |
| Étapes    | Vainqueur         | Temps         | Vainqueur      | Temps         |        |
| Dubaï     | Darian Townsend   | 1 min 42 s 71 | Katinka Hosszú | 1 min 55 s 97 |        |
| Doha      | Tommaso d'Orsogna | 1 min 43 s 84 | Katinka Hosszú | 1 min 54 s 79 |        |
| Stockholm | Darian Townsend   | 1 min 43 s 45 | Katinka Hosszú | 1 min 55 s 30 |        |
| Moscou    | Darian Townsend   | 1 min 44 s 26 | Katinka Hosszú | 1 min 55 s 46 |        |
| Berlin    | Yannick Agnel     | 1 min 42 s 10 | Camille Muffat | 1 min 52 s 28 |        |
| Pékin     | Tommaso d'Orsogna | 1 min 43 s 20 | Shao Yiwen     | 1 min 55 s 13 |        |
| Tokyo     | Darian Townsend   | 1 min 43 s 31 | Katinka Hosszú | 1 min 54 s 94 |        |
| Singapour | Cameron McEvoy    | 1 min 43 s 40 | Katinka Hosszú | 1 min 53 s 57 |        |

### 400 m nage libre
| Étapes    | Hommes          | Hommes        |                  | Femmes           | Femmes |
| Étapes    | Vainqueur       | Temps         | Vainqueur        | Temps            |        |
| Dubaï     | Kōsuke Hagino   | 3 min 40 s 77 | Katinka Hosszú   | 4 min 4 s 43     |        |
| Japon     | Robert Hurley   | 3 min 42 s 89 | Katinka Hosszú   | 4 min 4 s 24     |        |
| Stockholm | Robert Hurley   | 3 min 43 s 75 | Katinka Hosszú   | 4 min 3 s 83     |        |
| Moscou    | Paul Biedermann | 3 min 44 s 00 | Elena Sokolova   | 4 min 4 s 83     |        |
| Berlin    | Paul Biedermann | 3 min 42 s 21 | Camille Muffat   | 3 min 54 s 93 WC |        |
| Pékin     | Matthew Stanley | 3 min 40 s 74 | Shao Yiwen       | 4 min 0 s 56     |        |
| Tokyo     | Michael Klueh   | 3 min 40 s 23 | Melissa Ingram   | 4 min 5 s 22     |        |
| Singapour | Robert Hurley   | 3 min 41 s 01 | Angie Bainbridge | 4 min 4 s 01     |        |

### 1 500m (hommes) & 800 m (femmes) nage libre
| Étapes    | Hommes           | Hommes         |                | Femmes        | Femmes |
| Étapes    | Vainqueur        | Temps          | Vainqueur      | Temps         |        |
| Dubaï     | Gergő Kis        | 15 min 0 s 65  | Katinka Hosszú | 8 min 31 s 70 |        |
| Doha      | Wang Kecheng     | 14 min 43 s 83 | Katinka Hosszú | 8 min 29 s 31 |        |
| Stockholm | Lucas Kanieski   | 14 min 46 s 68 | Katinka Hosszú | 8 min 24 s 48 |        |
| Moscou    | Daiya Seto       | 15 min 3 s 02  | Leah Smith     | 8 min 19 s 24 |        |
| Berlin    | David Verraszto  | 14 min 51 s 29 | Rebecca Mann   | 8 min 16 s 58 |        |
| Pékin     | Michael Klueh    | 14 min 39 s 12 | Katinka Hosszú | 8 min 21 s 49 |        |
| Tokyo     | Michael Klueh    | 14 min 38 s 64 | Katinka Hosszú | 8 min 24 s 89 |        |
| Singapour | Mackenzie Horton | 14 min 54 s 25 | Katinka Hosszú | 8 min 21 s 94 |        |

### 4 × 50 m (mixte) nage libre
| Étapes    |            |               |
| Vainqueur | Temps      |               |
| Dubaï     | Hongrie    | 1 min 35 s 44 |
| Doha      | Hongrie    | 1 min 35 s 56 |
| Stockholm | Finlande   | 1 min 32 s 75 |
| Moscou    | Russie     | 1 min 33 s 25 |
| Berlin    | États-Unis | 1 min 31 s 16 |
| Pékin     | Chine      | 1 min 34 s 71 |
| Tokyo     | Japon      | 1 min 37 s 12 |
| Singapour | Chine      | 1 min 34 s 20 |

### 50 m dos
| Étapes    | Hommes           | Hommes  |              | Femmes  | Femmes |
| Étapes    | Vainqueur        | Temps   | Vainqueur    | Temps   |        |
| Dubaï     | Stanislav Donets | 23 s 47 | Rachel Goh   | 27 s 02 |        |
| Doha      | Stanislav Donets | 23 s 49 | Noriko Inada | 27 s 29 |        |
| Stockholm | Stanislav Donets | 23 s 51 | Rachel Goh   | 26 s 94 |        |
| Moscou    | Stanislav Donets | 23 s 31 | Rachel Goh   | 26 s 87 |        |
| Berlin    | Stanislav Donets | 23 s 16 | Rachel Goh   | 26 s 80 |        |
| Pékin     | Stanislav Donets | 23 s 14 | Rachel Goh   | 26 s 66 |        |
| Tokyo     | Stanislav Donets | 23 s 25 | Noriko Inada | 26 s 99 |        |
| Singapour | Stanislav Donets | 23 s 22 | Rachel Goh   | 27 s 06 |        |

### 100 m dos
| Étapes    | Hommes           | Hommes  |               | Femmes  | Femmes |
| Étapes    | Vainqueur        | Temps   | Vainqueur     | Temps   |        |
| Dubaï     | Stanislav Donets | 50 s 62 | Rachel Goh    | 57 s 67 |        |
| Dubaï     | Robert Hurley    | 50 s 18 | Daryna Zevina | 57 s 90 |        |
| Stockholm | Robert Hurley    | 50 s 38 | Rachel Goh    | 57 s 52 |        |
| Moscou    | Stanislav Donets | 49 s 74 | Rachel Goh    | 57 s 80 |        |
| Berlin    | Stanislav Donets | 50 s 02 | Rachel Goh    | 57 s 02 |        |
| Pékin     | Stanislav Donets | 50 s 07 | Rachel Goh    | 57 s 07 |        |
| Tokyo     | Stanislav Donets | 49 s 49 | Grace Loh     | 57 s 71 |        |
| Singapour | Stanislav Donets | 49 s 82 | Rachel Goh    | 57 s 34 |        |

### 200 m dos
| Étapes    | Hommes           | Hommes        |                | Femmes       | Femmes |
| Étapes    | Vainqueur        | Temps         | Vainqueur      | Temps        |        |
| Dubaï     | Radoslaw Kawecki | 1 min 51 s 03 | Daryna Zevina  | 2 min 5 s 01 |        |
| Dubaï     | Radoslaw Kawecki | 1 min 50 s 89 | Daryna Zevina  | 2 min 2 s 99 |        |
| Stockholm | Yuki Shirai      | 1 min 50 s 78 | Melissa Ingram | 2 min 4 s 84 |        |
| Moscou    | Yuki Shirai      | 1 min 50 s 80 | Melissa Ingram | 2 min 5 s 35 |        |
| Berlin    | Yuki Shirai      | 1 min 49 s 94 | Melissa Ingram | 2 min 4 s 28 |        |
| Pékin     | Yuki Shirai      | 1 min 51 s 04 | Zhou Yanxin    | 2 min 4 s 81 |        |
| Tokyo     | Yuki Shirai      | 1 min 49 s 69 | Melissa Ingram | 2 min 5 s 39 |        |
| Singapour | Yuki Shirai      | 1 min 50 s 70 | Melissa Ingram | 2 min 4 s 93 |        |

### 50 m brasse
| Étapes    | Hommes                | Hommes  |                  | Femmes  | Femmes |
| Étapes    | Vainqueur             | Temps   | Vainqueur        | Temps   |        |
| Dubaï     | Cameron van der Burgh | 26 s 64 | Jennie Johansson | 30 s 62 |        |
| Doha      | Cameron van der Burgh | 25 s 95 | Jennie Johansson | 30 s 69 |        |
| Stockholm | Glenn Snyders         | 26 s 61 | Rūta Meilutytė   | 29 s 96 |        |
| Moscou    | Fabio Scozzoli        | 26 s 51 | Jessica Hardy    | 30 s 29 |        |
| Berlin    | Fabio Scozzoli        | 26 s 31 | Jessica Hardy    | 30 s 13 |        |
| Pékin     | Glenn Snyders         | 26 s 64 | Jennie Johansson | 30 s 41 |        |
| Tokyo     | Christian Sprenger    | 26 s 62 | Jessica Hardy    | 29 s 92 |        |
| Singapour | Christian Sprenger    | 26 s 69 | Jessica Hardy    | 29 s 96 |        |

### 100 m brasse
| Étapes    | Hommes                | Hommes  |                  | Femmes       | Femmes |
| Étapes    | Vainqueur             | Temps   | Vainqueur        | Temps        |        |
| Dubaï     | Cameron van der Burgh | 58 s 33 | Jennie Johansson | 1 min 6 s 27 |        |
| Doha      | Cameron van der Burgh | 57 s 22 | Jennie Johansson | 1 min 6 s 11 |        |
| Stockholm | Glenn Snyders         | 57 s 87 | Rūta Meilutytė   | 1 min 5 s 02 |        |
| Moscou    | Fabio Scozzoli        | 58 s 32 | Rie Kaneto       | 1 min 6 s 18 |        |
| Berlin    | Fabio Scozzoli        | 57 s 61 | Jessica Hardy    | 1 min 4 s 58 |        |
| Pékin     | Glenn Snyders         | 57 s 96 | Sarah Katsoulis  | 1 min 5 s 30 |        |
| Tokyo     | Glenn Snyders         | 57 s 98 | Jessica Hardy    | 1 min 4 s 86 |        |
| Singapour | Christian Sprenger    | 57 s 46 | Jessica Hardy    | 1 min 5 s 58 |        |

### 200 m brasse
| Étapes    | Hommes            | Hommes       |                 | Femmes        | Femmes |
| Étapes    | Vainqueur         | Temps        | Vainqueur       | Temps         |        |
| Dubaï     | Marco Koch        | 2 min 5 s 26 | Fumiko Kawanabe | 2 min 23 s 01 |        |
| Doha      | Daiya Seto        | 2 min 4 s 87 | Fumiko Kawanabe | 2 min 22 s 59 |        |
| Stockholm | Marco Koch        | 2 min 6 s 09 | Rie Kaneto      | 2 min 21 s 09 |        |
| Moscou    | Sean Mahoney      | 2 min 5 s 11 | Rie Kaneto      | 2 min 20 s 08 |        |
| Berlin    | Sean Mahoney      | 2 min 4 s 55 | Rie Kaneto      | 2 min 19 s 96 |        |
| Pékin     | Sean Mahoney      | 2 min 6 s 38 | Rie Kaneto      | 2 min 19 s 33 |        |
| Tokyo     | Akihiro Yamaguchi | 2 min 4 s 64 | Rie Kaneto      | 2 min 18 s 38 |        |
| Singapour | Sean Mahoney      | 2 min 6 s 17 | Rie Kaneto      | 2 min 20 s 18 |        |

### 50 m papillon
| Étapes    | Hommes          | Hommes  |                       | Femmes  | Femmes |
| Étapes    | Vainqueur       | Temps   | Vainqueur             | Temps   |        |
| Dubaï     | Jason Dunford   | 22 s 77 | Therese Alshammar     | 25 s 56 |        |
| Doha      | Roland Schoeman | 22 s 34 | Therese Alshammar     | 25 s 62 |        |
| Stockholm | Matthew Targett | 22 s 51 | Therese Alshammar     | 25 s 64 |        |
| Moscou    | Matthew Targett | 22 s 56 | Inge Dekker           | 25 s 65 |        |
| Berlin    | Matthew Targett | 22 s 30 | Ilaria Bianchi        | 25 s 96 |        |
| Pékin     | Jason Dunford   | 23 s 14 | Inge Dekker           | 25 s 64 |        |
| Tokyo     | Jason Dunford   | 23 s 03 | Jeanette Ottesen Gray | 25 s 48 |        |
| Singapour | Zhang Qibin     | 23 s 09 | Jeanette Ottesen Gray | 25 s 42 |        |

### 100 m papillon
| Étapes    | Hommes             | Hommes  |                       | Femmes  | Femmes |
| Étapes    | Vainqueur          | Temps   | Vainqueur             | Temps   |        |
| Dubaï     | Chad le Clos       | 49 s 82 | Therese Alshammar     | 57 s 91 |        |
| Doha      | Chad le Clos       | 49 s 60 | Therese Alshammar     | 57 s 22 |        |
| Stockholm | Kenneth To         | 50 s 19 | Therese Alshammar     | 56 s 68 |        |
| Moscou    | Evgeny Korotyshkin | 50 s 56 | Ilaria Bianchi        | 57 s 18 |        |
| Berlin    | Tom Shields        | 50 s 03 | Ilaria Bianchi        | 56 s 86 |        |
| Pékin     | Kenneth To         | 50 s 96 | Inge Dekker           | 57 s 62 |        |
| Tokyo     | Zhang Qibin        | 50 s 53 | Inge Dekker           | 57 s 39 |        |
| Singapour | Zhang Qibin        | 50 s 58 | Jeanette Ottesen Gray | 57 s 75 |        |

### 200 m papillon
| Étapes    | Hommes            | Hommes        |                   | Femmes        | Femmes |
| Étapes    | Vainqueur         | Temps         | Vainqueur         | Temps         |        |
| Dubaï     | Chad le Clos      | 1 min 51 s 61 | Katinka Hosszú    | 2 min 10 s 43 |        |
| Doha      | Daiya Seto        | 1 min 51 s 30 | Katinka Hosszú    | 2 min 9 s 31  |        |
| Stockholm | Kazuya Kaneda     | 1 min 51 s 95 | Zsuzsanna Jakabos | 2 min 6 s 90  |        |
| Moscou    | Kazuya Kaneda     | 1 min 52 s 43 | Katinka Hosszú    | 2 min 5 s 77  |        |
| Berlin    | Nikolay Skvortsov | 1 min 51 s 77 | Katinka Hosszú    | 2 min 5 s 78  |        |
| Pékin     | Kazuya Kaneda     | 1 min 51 s 22 | Katinka Hosszú    | 2 min 6 s 02  |        |
| Tokyo     | Kazuya Kaneda     | 1 min 51 s 08 | Katinka Hosszú    | 2 min 5 s 90  |        |
| Singapour | Kazuya Kaneda     | 1 min 52 s 23 | Katinka Hosszú    | 2 min 5 s 85  |        |

### 100 m 4 nages
| Étapes    | Hommes        | Hommes  |                   | Femmes       | Femmes |
| Étapes    | Vainqueur     | Temps   | Vainqueur         | Temps        |        |
| Dubaï     | Kenneth To    | 51 s 43 | Katinka Hosszú    | 1 min 0 s 75 |        |
| Doha      | Kenneth To    | 51 s 58 | Katinka Hosszú    | 59 s 74      |        |
| Stockholm | George Bovell | 51 s 56 | Katinka Hosszú    | 59 s 71      |        |
| Moscou    | Kenneth To    | 51 s 66 | Katinka Hosszú    | 59 s 69      |        |
| Berlin    | George Bovell | 51 s 20 | Theresa Michalak  | 59 s 62      |        |
| Pékin     | Kenneth To    | 51 s 58 | Katinka Hosszú    | 59 s 90      |        |
| Tokyo     | George Bovell | 51 s 80 | Sophie Allen      | 59 s 50      |        |
| Singapour | Kenneth To    | 51 s 50 | Zsuzsanna Jakabos | 59 s 73      |        |

### 200 m 4 nages
| Étapes    | Hommes          | Hommes        |                   | Femmes        | Femmes |
| Étapes    | Vainqueur       | Temps         | Vainqueur         | Temps         |        |
| Dubaï     | Darian Townsend | 1 min 53 s 25 | Katinka Hosszú    | 2 min 10 s 53 |        |
| Doha      | Darian Townsend | 1 min 53 s 75 | Katinka Hosszú    | 2 min 9 s 89  |        |
| Stockholm | Darian Townsend | 1 min 53 s 66 | Katinka Hosszú    | 2 min 8 s 13  |        |
| Moscou    | Daiya Seto      | 1 min 53 s 93 | Katinka Hosszú    | 2 min 8 s 28  |        |
| Berlin    | Darian Townsend | 1 min 53 s 44 | Sophie Allen      | 2 min 7 s 52  |        |
| Pékin     | Darian Townsend | 1 min 54 s 25 | Ye Shiwen         | 2 min 6 s 10  |        |
| Tokyo     | Daiya Seto      | 1 min 52 s 48 | Katinka Hosszú    | 2 min 7 s 51  |        |
| Singapour | Darian Townsend | 1 min 54 s 16 | Zsuzsanna Jakabos | 2 min 6 s 41  |        |

### 400 m 4 nages
| Étapes    | Hommes          | Hommes          |                | Femmes        | Femmes |
| Étapes    | Vainqueur       | Temps           | Vainqueur      | Temps         |        |
| Dubaï     | Daiya Seto      | 4 min 2 s 64    | Katinka Hosszú | 4 min 31 s 34 |        |
| Doha      | Daiya Seto      | 4 min 2 s 51    | Katinka Hosszú | 4 min 30 s 03 |        |
| Stockholm | Daiya Seto      | 4 min 0 s 85    | Katinka Hosszú | 4 min 28 s 01 |        |
| Moscou    | Daiya Seto      | 4 min 1 s 30    | Katinka Hosszú | 4 min 30 s 14 |        |
| Berlin    | Daiya Seto      | 4 min 0 s 12 WC | Katinka Hosszú | 4 min 28 s 88 |        |
| Pékin     | Yang Zhixian    | 4 min 5 s 62    | Ye Shiwen      | 4 min 26 s 93 |        |
| Tokyo     | Daiya Seto      | 4 min 0 s 02 WC | Katinka Hosszú | 4 min 28 s 14 |        |
| Singapour | Darian Townsend | 4 min 9 s 24    | Katinka Hosszú | 4 min 27 s 96 |        |

### 4 × 50 m (mixte) 4 nages
| Étapes    |            |               |
| Vainqueur | Temps      |               |
| Dubaï     | Allemagne  | 1 min 43 s 21 |
| Doha      | Allemagne  | 1 min 43 s 38 |
| Stockholm | Norvège    | 1 min 41 s 83 |
| Moscou    | États-Unis | 1 min 40 s 87 |
| Berlin    | États-Unis | 1 min 40 s 49 |
| Pékin     | Chine      | 1 min 43 s 04 |
| Tokyo     | Japon      | 1 min 43 s 50 |
| Singapour | Australie  | 1 min 42 s 10 |

## Légendes
- RC : record de la Coupe du monde FINA
- RE : record d'Europe
- RM : record du monde